# Ilan Schalgi

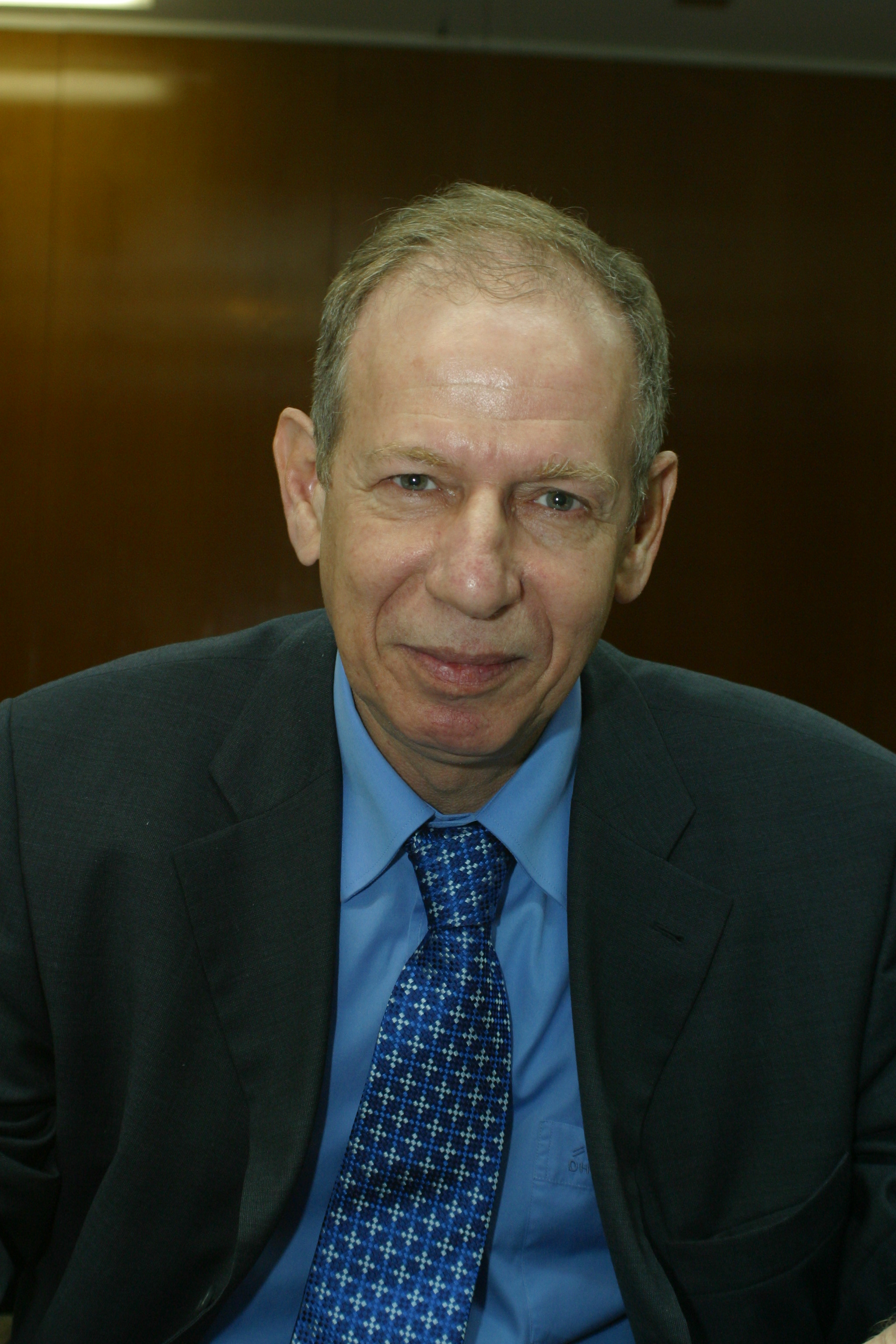
Ilan Schalgi

Ilan Schalgi (hebräisch אילן שלגי‎, * 13. Juli 1945 im Völkerbundsmandat für Palästina) ist ein israelischer Jurist, Politiker und ehemaliger Knessetabgeordneter.

## Biografie
Schalgi leistete seinen Wehrdienst in den Israelischen Verteidigungsstreitkräften ab, wo er als Oberstleutnant diente. Er studierte Jura an der Universität Tel Aviv.
Er war Mitglied der Tel Aviver District Disciplinary Court und der Israel Bar Association (IBA; hebräisch לשכת עורכי הדין בישראל‎) von 1986 bis 1995.
Im Juli 2004 wurde er zum Minister für Wissenschaft, Kultur und Sport in Ariel Scharons Regierungskabinett ernannt. Im Oktober 2004 wurde er Umweltminister.